# Urocitellus
Urocitellus is een geslacht van zoogdieren uit de familie van de eekhoorns (Sciuridae). De wetenschappelijke naam van het geslacht werd in 1927 gepubliceerd door Sergei Obolenskij.

## Soorten
Er worden 13 soorten in dit geslacht geplaatst:
- Urocitellus armatus (Kennicott, 1863) - Uintagrondeekhoorn
- Urocitellus beldingi (Merriam, 1888) - Beldings grondeekhoorn
- Urocitellus brunneus (A. H. Howell, 1928)
- Urocitellus canus (Merriam, 1898)
- Urocitellus columbianus (Ord, 1815) - Columbiaanse grondeekhoorn
- Urocitellus elegans (Kennicott, 1863)
- Urocitellus idahoensis (C. H. Merriam, 1913)
- Urocitellus mollis (Kennicott, 1863)
- Urocitellus parryii (J. Richardson, 1825) - Arctische grondeekhoorn
- Urocitellus richardsonii (Sabine, 1822) - Richardsongrondeekhoorn
- Urocitellus townsendii (Bachman, 1839) - Townsendgrondeekhoorn
- Urocitellus undulatus (Pallas, 1778) - Langstaartgrondeekhoorn
- Urocitellus washingtoni (A. H. Howell, 1938) - Washingtongrondeekhoorn